# 波列夫斯科伊
56°27′N 60°11′E / 56.450°N 60.183°E
波列夫斯科伊（俄语：Полевской）是俄羅斯斯維爾德洛夫斯克州南部的一個城市。2002年人口66,761人。
波列夫斯科伊於1718年建立，1942年正式設市。